# Drepanogynis alineta
Drepanogynis alineta är en fjärilsart som beskrevs av Pierre E.L. Viette 1980. Drepanogynis alineta ingår i släktet Drepanogynis och familjen mätare. Inga underarter finns listade i Catalogue of Life.